# Минишу де Сус (Арад)
Минишу де Сус (рум. Minișu de Sus) насеље је у Румунији у округу Арад у општини Тауц. Oпштина се налази на надморској висини од 211 m.

## Историја
У Шиклошу су живели 1828. године чланови српске племићке породице Алексић. Алексићи су током 19. века држали спахилук Фелминеш (Фелменеш)SIRUTA код Арада, бавили су се у Шиклушу. Јаков Алексић "от Фелминеша" и Јован Алексић "от Фелминеша" је и месни школски надзиратељ, срећу се као пренумеранти књиге преведене на српски језик. Јавља се 1837-1840. године претплатник српске књиге Јован Алексијевић, као ишпан на спахилуку.

## Становништво
Према подацима из 2002. године у насељу је живело 130 становника, од којих су сви румунске националности.